# Брионн
Брионн (фр. Brionne) — город на севере Франции, регион Нормандия, департамент Эр, округ Берне, центр одноименного кантона. Расположен в 45 км к юго-западу от Руана и в 41 км к северо-западу от Эврё, в 3 км от автомагистрали А28.
Население (2018) — 4 238 человек.

## Достопримечательности
- Донжон XI века, ранее главная башня разрушенного Шато де Брионн
- Церковь Святого Мартина, сочетание романского стиля и готики. Алтарь был перевезен сюда из аббатства Ле-Бек, закрытого во время Великой Французской революции
- Церковь Сен-Дени, восстановленная из руин после Второй мировой войны
- Здание мэрии

## Экономика
Структура занятости населения:
- сельское хозяйство — 1,6 %
- промышленность — 22,6 %
- строительство — 7,5 %
- торговля, транспорт и сфера услуг — 38,1 %
- государственные и муниципальные службы — 30,1 %

Уровень безработицы (2017) — 22,0 % (Франция в целом — 13,4 %, департамент Эр — 13,4 %). 

Среднегодовой доход на 1 человека, евро (2018) — 19 020 (Франция в целом — 21 730, департамент Эр — 21 700).

## Демография
Динамика численности населения, чел.

## Администрация
Пост мэра Брионна с 2015 года занимает коммунист Валери Бёрьо (Valéry Beuriot). На муниципальных выборах 2020 года возглавляемый им левый список победил в 1-м туре, получив 70,18 % голосов.
| Период | Период | Фамилия        | Партия                                                                                 | Примечания                                                                                        |
| ------ | ------ | -------------- | -------------------------------------------------------------------------------------- | ------------------------------------------------------------------------------------------------- |
| 1994   | 1982   | Жорж Бовен     | Французская секция Рабочего интернационала Радикальная партия Радикальная левая партия | член Генерального совета департамента                                                             |
| 1982   | 1995   | Франсуа Лонкль | Радикальная левая партия Социалистическая партия                                       | депутат Национального собрания Франции, государственный секретарь в правительстве Пьера Береговуа |
| 1995   | 2015   | Жерар Гримо    | Коммунистическая партия                                                                | член Генерального совета департамента                                                             |
| 2015   |        | Валери Бёрьо   | Коммунистическая партия                                                                | учитель литературы                                                                                |

## Города-побратимы
- Шафтсбери, Англия
- Линдлар, Германия

## Знаменитые уроженцы
- Жоффруа де Брионн (ок.953 - ок.1015), граф де Брионн и д’Э, незаконнорожденный сын герцога Нормандии Ричарда I Бесстрашного, родоначальник англо-нормандского рода Клеров

## Галерея
- Руины донжона
- Церковь Святого Мартина
- Церковь Сен-Дени

1. 1 2  база данных о французских коммунах — Национальный географический институт Франции, 2015.